# Вішакхадатта
Вішакхадатта (санскр. विशाखदत्त, Vishakhadatta; V–VI ст. ) — індійський поет та драматург часів занепаду імперії Гупта.

## Життя та творчість
Про його життя мало, що відомо. З творів Вішакхадатти відомо, що його батька звали магараджа Бхаскараддатта, а діда — магараджа Ватешварадатта.
Вішакхадатта твори свої складав санскритом. Єдиними відомими творами є «Мудраракшаса» («Кільце Ракшаси») та «Девічандрагупта» («Деві і Чандрагупта»). В першою йдеться про життя та діяльність Чандрагупти Маур'я і його радника Чанак'ї. Інша п'єса присвячена історії з часів династії Гуптів — головні герої Рамагупта, Чандрагупта ІІ, Дхрувадеві.